# 科利德霍
科利德霍，是西班牙加泰罗尼亚塔拉戈纳省的一个市镇。总面积14平方公里，总人口186人（2001年），人口密度13人/平方公里。